# Pepijn Koolen
Pepijn (Kamiel) Koolen (15 oktober 1979) is een Nederlandse acteur.

## Biografie
Pepijn Koolen volgde van 1999 tot 2003 de kleinkunstopleiding aan het Koningstheateracademie (KTA) in 's-Hertogenbosch, hij volgde daar een Meisner-training en lessen van Youp van 't Hek, Bruun Kuijt en Bram Vermeulen. In 2002 speelde hij als muzikant en acteur in een theatervoorstelling van Herman van Veens Lachen Verboden van Alfred J. Kwak, hierin toerde Koolen door heel Nederland, België, Luxemburg en Duitsland,
in 2013 was hij te zien in een internet-reclame voor de KNVB voor de aanloop van het WK 2014, vanaf 2016 is hij acteur en presentator voor educatieve video's voor het basisonderwijs.
Vanaf 2003 begon Koolen met zijn werk als stemacteur en is hij te horen in verschillen nasynchronisatie, zo is hij te horen in De pinguïns van Madagascar als Junior, in Ricky Sprocket als Ricky, in Engie Benjy als Engie Benjy, in Miraculous: Tales of Ladybug & Cat Noir als Plagg, in The Secret Saturdays, in Inazuma Eleven als Austin, in Extreme Football als Joey, als Zak Saturday en Zak Monday, Ducktales als Kwek, in Pieter Post als Julian, in Clarence als Belson, in All Grown Up! als Harold, in Code Lyoko als Ulrich Stern, in Milo Murphy's Wet als en in Wingin' It als Alex. In 2019 vertolkten hij Forky in de film Toy Story 4 en de animatieserie Forky Asks a Question en de rol van Barry in Amphibia. In 2023 sprak hij de stem in van Fetcher voor de animatiefilm Chicken Run: Dawn of the Nugget.
Naast stemacteur doet hij ook nog voice-over werk voor commercials.